# Euploea potaissa
Euploea potaissa är en fjärilsart som beskrevs av Hans Fruhstorfer 1915. Euploea potaissa ingår i släktet Euploea och familjen praktfjärilar. Inga underarter finns listade i Catalogue of Life.